# Michael Philipp Boumann
Michael Philipp Daniel Boumann (Potsdam, 22 april 1747 – Berlijn, 2 augustus 1803) was een Pruisisch-Nederlandse architect met name werkzaam in Pruisen.

## Leven
Hij was de zoon van de Nederlandse architect Jan Bouman en broer van Georg Friedrich von Boumann.
De Boumannstrasse in Berlijn-Reinickendorf is naar hem vernoemd.

## Bouwwerken (selectie)
- 1786 Slot Bellevue in Berlin-Tiergarten
- 1796-1797 Palais Lichtenau in Potsdam
- 1797 Aanbouw van twee zijvleugels aan het Marmorpalais in Potsdam

## Ontwerpen (selectie)
- 1793 Plan voor een gotische toren en gotische hal voor het Belvedère op de Pfingstenberg (niet uitgevoerd)
- 1796 Plan tot wederopbouw van de St. Nikolaikerk in Potsdam (samen met Friedrich Gilly)